# Freihandelsabkommen der Schweiz
Freihandelsabkommen der Schweiz sind völkerrechtliche Verträge, mit denen sich die Schweiz und ihre Partnerstaaten zur gegenseitigen Reduktion oder Abschaffung von Zöllen und anderen Handelshemmnissen verpflichten. Ziel dieser Abkommen ist es, den internationalen Waren- und Dienstleistungsaustausch zu erleichtern, die Wettbewerbsfähigkeit der Schweizer Wirtschaft zu stärken und attraktive Rahmenbedingungen für Investitionen zu schaffen.
Die Schweiz schließt Freihandelsabkommen entweder eigenständig (bilateral) oder im Rahmen ihrer Mitgliedschaft in der EFTA ab. Sie verfügt über zahlreiche aktive Abkommen mit etlichen Partnerstaaten – darunter sowohl etablierte Industrienationen als auch aufstrebende Volkswirtschaften. Die Inhalte und Reichweiten dieser Abkommen haben sich im Laufe der Jahre deutlich erweitert: Moderne Abkommen beinhalten nicht nur Regelungen zum Warenhandel, sondern auch zu Investitionen, nachhaltiger Entwicklung, Arbeitsrechten, öffentlichen Ausschreibungen und geistigem Eigentum.

## Hintergrund
Die Schweiz verfolgt seit den 1960er Jahren eine aktive Freihandelspolitik. Im Zentrum steht die Strategie, über bilaterale und multilaterale Abkommen den Zugang zu internationalen Märkten für Schweizer Unternehmen zu verbessern.
Im Gegensatz zur EU, die Freihandelsabkommen als supranationale Organisation abschließt, verhandelt die Schweiz diese Abkommen als souveräner Staat – oft gemeinsam mit den anderen Mitgliedstaaten der EFTA (Liechtenstein, Norwegen, Island). Die Schweiz ist Gründungsmitglied der EFTA.

## Arten und Inhalte der Abkommen
Die Schweiz unterscheidet zwischen zwei Formen von Freihandelsabkommen: bilateralen Abkommen, die direkt zwischen der Schweiz und einem einzelnen Partnerstaat abgeschlossen werden, sowie multilateralen Abkommen, die im Rahmen der EFTA gemeinsam mit Island, Liechtenstein und Norwegen verhandelt und abgeschlossen werden.
Beide Abkommensformen verpflichten zur Einhaltung präferenzrechtlicher Ursprungsregeln. Diese Regeln definieren, unter welchen Bedingungen ein Produkt als Ursprungsware gilt und somit von Zollvergünstigungen profitieren kann. Voraussetzung ist, dass die Ursprungsnachweise korrekt erbracht werden – etwa durch eine Ursprungserklärung auf der Handelsrechnung oder eine gültige Lieferantenerklärung. Die Regelungen unterscheiden sich je nach Abkommen und Produktkategorie, was in der Praxis zu einem komplexen Ursprungsmanagement in den Unternehmen führt.
Freihandelsabkommen enthalten oft auch Vereinbarungen bezüglich Dienstleistungsverkehr und dem Schutz von geistigem Eigentum. Darüber hinaus hat sich der Inhalt neuerer Abkommen deutlich erweitert. Moderne Freihandelsabkommen der Schweiz regeln auch Themen wie Dienstleistungen, Investitionsschutz, öffentliches Beschaffungswesen sowie nachhaltige Entwicklung. Ein bekanntes Beispiel ist das Freihandelsabkommen zwischen der EFTA und Indonesien, das unter anderem Nachhaltigkeitsklauseln für den Palmölhandel beinhaltet. Aufgrund kontroverser Diskussionen über Umwelt- und Sozialstandards wurde das Abkommen 2021 in der Schweiz einem fakultativen Referendum unterstellt. Die Stimmberechtigten nahmen es mit 51,7 % Zustimmung an – ein Novum in der Schweizer Außenwirtschaftspolitik. Das Ergebnis ist auf der Website des Bundes dokumentiert:
Diese Entwicklung zeigt, dass Freihandelsabkommen der Schweiz zunehmend als umfassende wirtschaftspolitische Partnerschaften verstanden werden, die nicht nur auf Zollabbau, sondern auch auf die Förderung ethischer, ökologischer und sozialer Standards im internationalen Handel abzielen.